# Funes (Navarra)
Funes és un municipi de Navarra, a la comarca de Ribera Arga-Aragón, dins la merindad d'Olite. Limita al nord amb Peralta, a l'oest amb Azagra, a l'est amb Marcilla, Villafranca i Milagro, i al sud amb Rincón de Soto (La Rioja).

## Demografia
| Evolució demogràfica                             | Evolució demogràfica | Evolució demogràfica | Evolució demogràfica | Evolució demogràfica | Evolució demogràfica | Evolució demogràfica | Evolució demogràfica | Evolució demogràfica | Evolució demogràfica | Evolució demogràfica |
| 1996                                             | 1998                 | 1999                 | 2000                 | 2001                 | 2002                 | 2003                 | 2004                 | 2005                 | 2006                 | 2007                 |
| ------------------------------------------------ | -------------------- | -------------------- | -------------------- | -------------------- | -------------------- | -------------------- | -------------------- | -------------------- | -------------------- | -------------------- |
| 2 112                                            | 2 142                | 2 175                | 2 188                | 2 268                | 2 340                | 2 367                | 2 388                | 2 358                | 2 396                | 2 358                |
| Fonts: Funes i Institut d'Estadística de Navarra |                      |                      |                      |                      |                      |                      |                      |                      |                      |                      |

## Etimologia
Els estudiosos del tema, que encara que no es posen d'acord, semblen coincidir a assegurar que el significat procedeix del llatí "finis" (limiti); Ramón Menéndez Pidal, esmenta en els seus estudis diversos derivats de fines en toponímia Ines, al sud d'Osma i Fines a Almería, però no els relaciona amb la localitat, uns altres han volgut veure arrels àrabs encara que gens aporten per a asseverar-ho, a Espanya i en llocs tan diferents com Múrcia i Galícia, existeixen homònims, encara que Múrcia va estar sota l'égida àrab, no fou així a Galícia. Hi ha qui assegura que pot tenir significat de corda o sirga, que es talla i és possible amb vista a l'orografia del terreny, també se li atribueix a la distribució lineal del poblat primigeni, entre les penyes i el riu. A les documentacions més antigues, apareixen les següents formes i variants al-Funs – 888; Funis –1033; Funes – 1036; Funs – 1158; Funnes – 1268; Funibus - 1312. Per la primera accepció al-Funs, arabitzada, pot quedar la remota esperança que el nom pogués venir de fundo del llatí fundus – (heretat o finca).